# Gnome
Gnome (Eigenschreibweise GNOME) [ɡnoʊm] ist eine Desktop-Umgebung für Unix- und Unix-ähnliche Systeme mit einer grafischen Benutzeroberfläche und einer Sammlung von Programmen für den täglichen Gebrauch. Gnome wird unter den freien Lizenzen GPL und LGPL veröffentlicht.
Gnome ist unter anderem der Standard-Desktop von Fedora und Ubuntu, bei Ubuntu allerdings mit starken Anpassungen. Einige Komponenten von Gnome, etwa Evolution oder GStreamer, wurden nach Windows und MacOS portiert; teilweise werden diese Portierungen jedoch (wie beispielsweise im Fall von Evolution) nicht länger gepflegt.

## Zielsetzung
Der Gnome-Desktop soll Einfachheit und Benutzerfreundlichkeit betonen; die Software soll „einfach funktionieren“. Deshalb wird vor allem auf folgende Dinge Wert gelegt:
BarrierefreiheitGnome soll von allen benutzbar sein, ganz gleich, ob der Benutzer technisch weniger versiert oder durch Behinderung eingeschränkt ist. Für viele Regierungen ist die Barrierefreiheit zwingende Voraussetzung zum Einsatz einer Software.
InternationalisierungEs wird sichergestellt, dass der Desktop und die Anwendungen in vielen Sprachen vorhanden sind.
Stimmiges, zusammenhängendes OberflächendesignGnome stellt ab der Version 2.0 (seit 2002) einen Leitfaden für die Gestaltung der Oberflächen (Human Interface Guideline) bereit. Die Benutzeroberfläche der Anwendungen soll so einfacher zu bedienen sein.
Regelmäßige VeröffentlichungenDer Release-Zyklus von sechs Monaten für größere Updates ist fest eingeplant. Dies soll die Akzeptanz bei Industrieanwendern und technisch nicht versierten Nutzern erhöhen. Versionsnummern mit einer geraden Zahl nach dem ersten Punkt markieren stabile, für den Endanwender geeignete Releases, Versionsnummern mit einer ungeraden Zahl nach dem Punkt markieren Entwicklungsversionen.
SupportHilfe für den Anwender, nicht nur von der Gnome-Gemeinschaft.

## Ursprung des Gnome-Projektes
Das Gnome-Projekt wurde 1997 von Miguel de Icaza und Federico Mena initiiert und war konzipiert als Antwort auf K Desktop Environment. Dieses baute von Anfang an auf dem damals nur ohne freie Software-Lizenz verfügbaren Qt auf. Weil zu dieser Zeit das Unternehmen Trolltech (der Hersteller von Qt) keinen Handlungsbedarf sah, die Lizenzierung zu ändern, riefen Mitglieder von GNU zwei neue Projekte ins Leben: „Harmony“ sollte einen Ersatz für die Qt-Bibliotheken produzieren, während das Gnome-Projekt einen Desktop erstellen sollte, der nicht auf Qt basierte und vollständig aus freier Software bestand.
Im November 1998 gab Trolltech die Lizenzierung der Qt-Bibliotheken unter der QPL bekannt, doch die Diskussion um die Kompatibilität zur GPL dauerte noch bis zum September 2000 an. Schließlich veröffentlichte Trolltech die Linux-Version der Qt-Bibliotheken auch unter der GNU GPL, womit die meisten Einwände gegen eine weitere Benutzung beseitigt waren. Dies galt jedoch nicht für die Windows-Varianten, die erst seit Juni 2005 ebenfalls unter einem dualen Lizenzsystem verfügbar sind.
Man entschied sich, für Gnome auf das im GIMP verwendete GTK (GIMP-Toolkit) zurückzugreifen, das unter der LGPL lizenziert ist und damit den ausgeführten Programmen eine wesentlich größere Auswahl an möglichen Lizenzen zulässt.
GTK verwendet die Programmiersprache C anstelle von C++, welche in Qt zum Einsatz kommt. Durch die Verwendung von C versprach man sich auch eine leichtere und höhere Portabilität sowie eine verbesserte Anbindung an andere Programmiersprachen. Mittlerweile gibt es sogenannte Sprachbindungen für alle gängigen Programmiersprachen. Das Gnome-Projekt selbst bewirbt auf seinem Entwicklerportal für Anwendungsentwickler die Sprachen C, C++, Python, JavaScript, Rust und Vala.
Der Name „GNOME“ war ursprünglich ein Akronym für „GNU Network Object Model Environment“. Dieses Akronym wurde später fallengelassen und gilt heute als veraltet, trotzdem schreibt sich das Projekt noch mit Großbuchstaben. 

## Entwicklungsverlauf

### Gnome 1.x

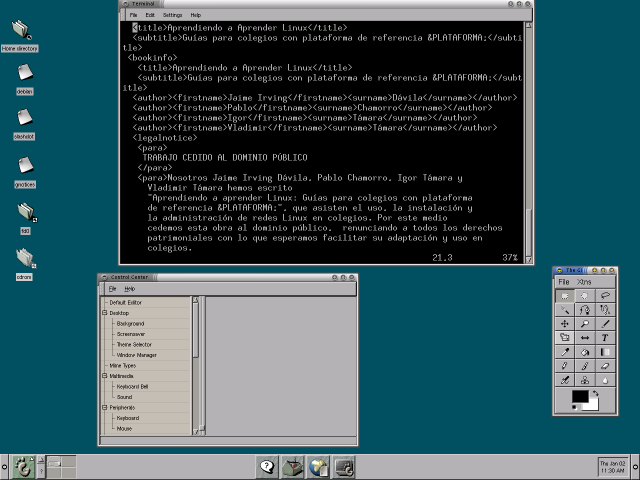
Gnome 1 (März 1999)

Im März 1999 erschien die Version 1.0 von Gnome, die noch einige Fehler enthielt. Die Version 1.0.55, die im Oktober desselben Jahres veröffentlicht wurde, enthielt die notwendigen Korrekturen.
Im selben Jahr wurden auch die Firmen Eazel und HelixCode gegründet, die sich mit Programmen und Services rund um Gnome beschäftigten. Bei Eazel wurde der Dateimanager Nautilus entwickelt, bei HelixCode arbeitete man hauptsächlich an einer eigenen Gnome-Distribution und dem Personal Information Manager Ximian Evolution. Die Eazel Services, ein kommerzieller Add-on-Service zu Nautilus, erwiesen sich jedoch nicht als gewinnbringend genug, um Eazel finanziell abzusichern. Eazel konnte insgesamt elf Millionen US-Dollar einwerben und ging am 15. Mai 2001 in Insolvenz. HelixCode benannte sich später in Ximian (heutiger Name: Xamarin) um und wurde im August 2003 an Novell verkauft.
Zur Veröffentlichung der Version 1.2 (Bongo Gnome) kam es im Mai 2000 – die Version enthielt hauptsächlich Verbesserungen der Bedienbarkeit und war vollständig binärkompatibel zur Version 1.0.
Im August 2000 wurde die Gnome Foundation gegründet, der sich Firmen wie IBM, Sun Microsystems und Hewlett-Packard anschlossen, um ihre Unterstützung für Gnome zu verstärken.
Die Gnome-Version 1.4, die im April 2001 herauskam, enthielt als offizielle Versionen erstmals den Dateimanager Nautilus sowie das neue Komponenten-Framework Bonobo. Im Kinofilm „Startup“ (Originaltitel „Antitrust“) von Peter Howitt aus dem Jahr 2001 ist der Gnome-Desktop in der Version 1.4 mehrmals in Aktion zu sehen.

### Gnome 2.x

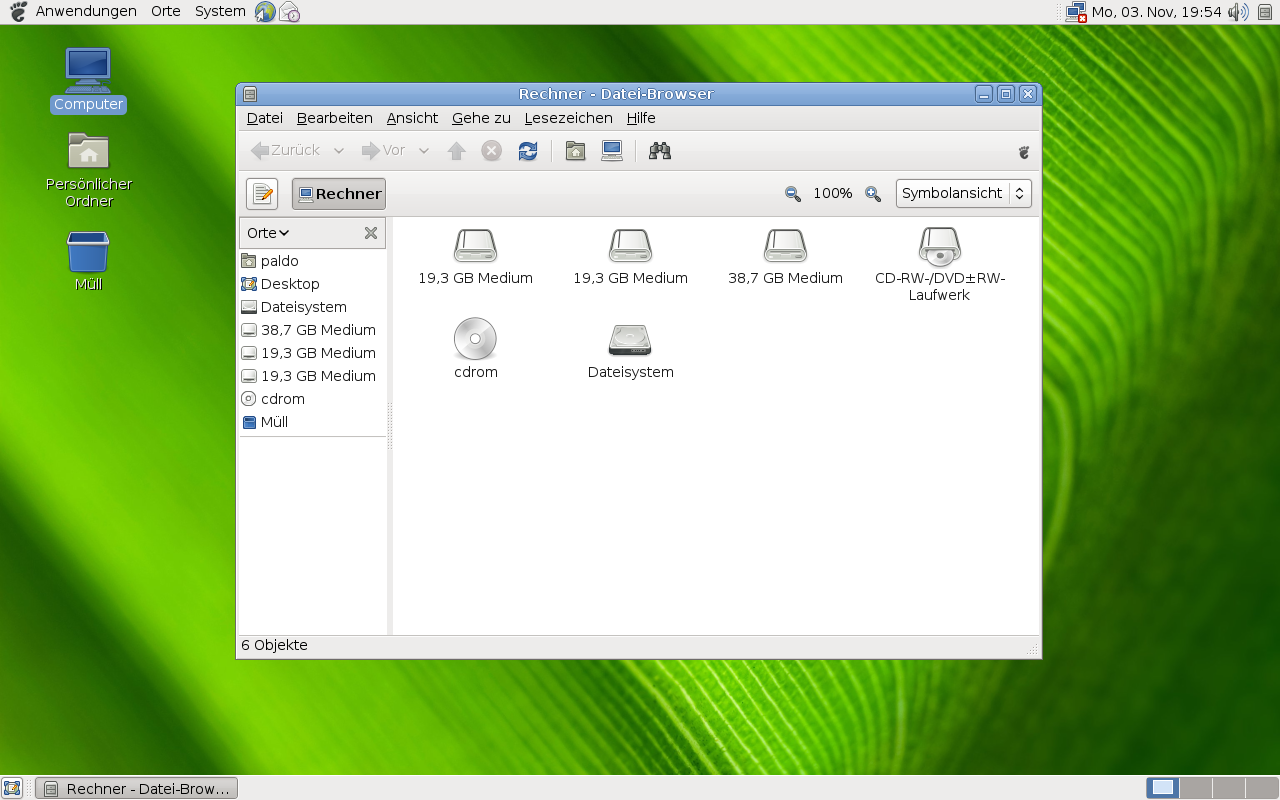
Standard-Gnome 2.22

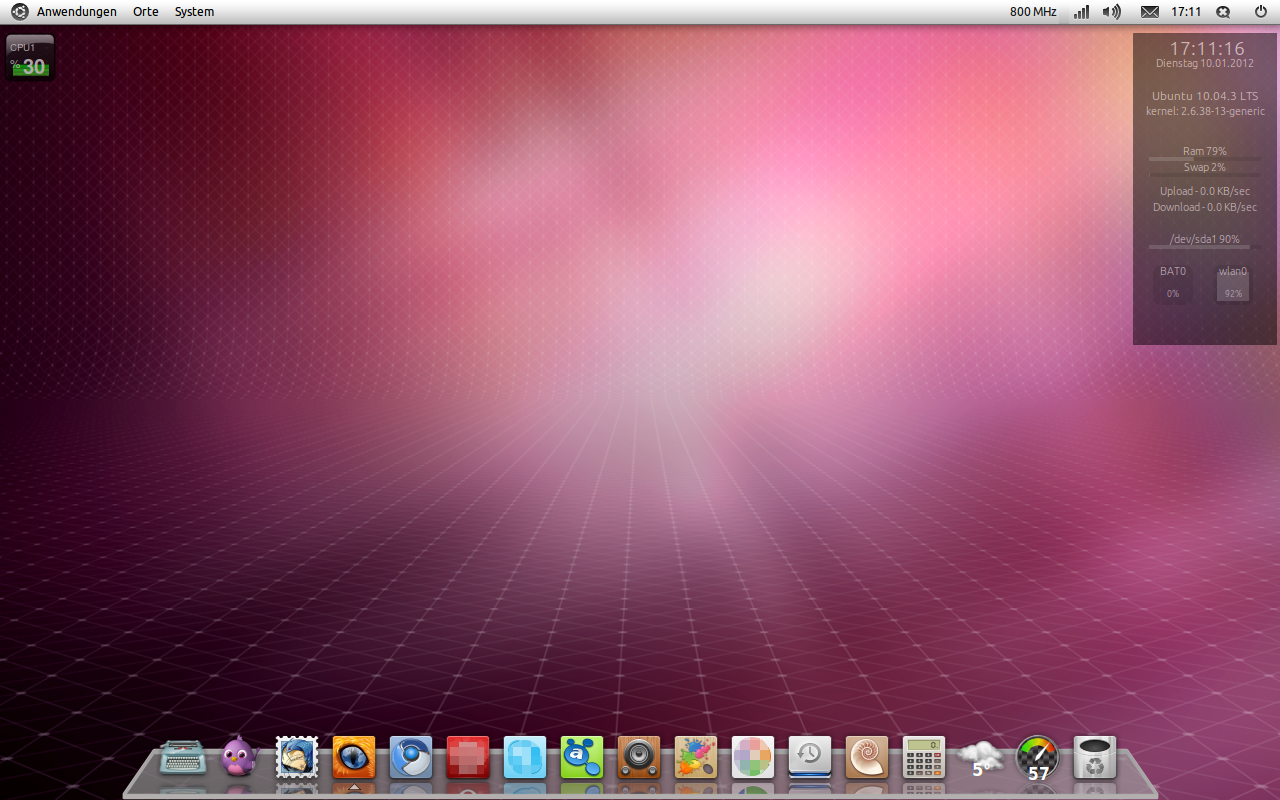
Mit Avant Window Navigator, Widgets und Icon-Set individualisierter Gnome-2.30-Desktop

Das zugrundeliegende GTK wurde stark erweitert, zudem wurden einige Bibliotheken aus Gnome herausgelöst und in eine neue GTK+ Version integriert. Darauf basierte die im Juni 2002 veröffentlichte Gnome-Version 2.0, die zugleich auch eine Zäsur mit sich brachte: Es wurden viele Vereinfachungen durchgeführt, und eine ganze Reihe bis dahin enthaltener Konfigurationsoptionen verschwanden, da sie von den Entwicklern als unnötig empfunden wurden. Es sollten bereits beim ersten Start der Benutzeroberfläche sinnvolle Einstellungen gewählt und nicht Designfehler durch das Hinzufügen von vermeintlichen Konfigurationsoptionen kaschiert werden. Diese Entwicklung zog sich einiges an Kritik zu, doch mittlerweile ist gerade die übersichtliche Bedienbarkeit eines der Hauptcharakteristika von Gnome.
Die Gnome-Version 2.2 erschien im Februar 2003 und beinhaltete wieder eine ganze Reihe an Verbesserungen, besonders bei der Ergonomie und Benutzerführung. Mit dieser Version wurde der bis dahin verwendete Fenstermanager Sawfish durch Metacity ersetzt. Zudem wurde der Veröffentlichungs-Zyklus nun halbjährlich: Alle bis zu dem jeweiligen Zeitpunkt vollständig implementierten Erweiterungen und Verbesserungen sind dann enthalten.
Im September 2003 wurde die Gnome-Version 2.4 freigegeben. Vor allem die Nutzungsmöglichkeiten für Menschen mit Behinderungen sowie der Dateimanager Nautilus wurden bearbeitet, ebenso das Gnome-Panel und das Gnome-Kontrollzentrum. Ferner wurde Epiphany (eine Abspaltung von Galeon) als Web-Browser integriert.
Im März 2004 stand die Gnome-Version 2.6 zum Herunterladen bereit. Verbessert wurde vor allem der Dateimanager Nautilus, der neu mit einem Spatialinterface aufwartet, das heißt, jeder Ordner wird durch ein eigenes Fenster repräsentiert. Auch erfolgte mit dieser Veröffentlichung der Umstieg auf GTK 2.4, was auch einen neuen Dateidialog nach sich zog. Das Hilfesystem Yelp erfuhr auch einige Verbesserungen und wurde vor allem wesentlich beschleunigt.
Im September 2004 wurde Gnome-Version 2.8 freigegeben. Neu waren unter anderem die vollständige Integration von Evolution, die automatische Einbindung von Datenträgern sowie eine verbesserte Verwaltung von Dateitypen.
Im März 2005 erschien die Gnome-Version 2.10. Es wurden die Programme Sound Juicer (ein CD-Ripper) und Gnome Videos (ein Mediaplayer, der wahlweise auf GStreamer oder xine aufsetzen kann) integriert. Weiterhin wurden Benutzerfreundlichkeit sowie Stabilität verbessert und die Panel-Applets stark erweitert bzw. teilweise neu geschrieben.
Im September 2005 wurde die Gnome-Version 2.12 fertiggestellt. Als augenscheinlichste Neuerung brachte sie standardmäßig eine neue Theme-Engine namens Clearlooks mit, unter der Haube erfuhr das GTK+-Toolkit eine Aktualisierung auf Version 2.8, was nun den großflächigen Einsatz von Vektorgrafiken durch die Cairo-Bibliothek ermöglichte. Der bisher weitgehend vernachlässigte Browsermodus des Dateimanagers Nautilus und der Mediaplayer Totem wurden ebenso verbessert. Zudem wurde Evince als Standardbetrachter für PostScript- und PDF-Dokumente eingeführt und ersetzte damit gpdf und ggv.
Die Version 2.14.1 ist im April 2006 freigegeben worden. Neben einigen Geschwindigkeitsverbesserungen für das Terminal wurde gesteigerter Wert auf die bessere Integration der einzelnen Komponenten gelegt. Die wichtigste Neuerung stellt jedoch Ekiga dar, eine neue Version der VoIP-Software, die jetzt auch SIP-Telefonate beherrscht.
Die Version 2.16 wurde am 6. September 2006 fertiggestellt. Die wohl bedeutendste – allerdings auch stark umstrittene – Änderung ist die Aufnahme des Mono-Projekts als Bestandteil des Desktops. Weiterhin gibt es Verbesserungen für Menschen mit Behinderung (Barrierefreiheit) und die direkte Unterstützung von AIGLX durch den Fenstermanager Metacity.
Die Version 2.18 wurde am 15. März 2007 veröffentlicht. Sie enthält sowohl die neuen Spiele glChess und Gnome-Sudoku als auch Netzwerkunterstützung für Nibbles, Iagno und Vier gewinnt. Bestandteil des Desktops ist nun auch Seahorse, eine Anwendung zur Verwaltung von GPG- und SSH-Schlüsseln sowie der Passwörter im Gnome-Schlüsselbund. Die Benutzeroberfläche des Interface-Designers Glade wurde umstrukturiert und das Programm von Grund auf neu geschrieben, so dass nun alle benötigten Werkzeuge in einem Fenster zusammengefasst sind.
Mit der am 19. September 2007 veröffentlichten Version 2.20 wurde vor allem der Dateimanager Nautilus überarbeitet. Das Programm kann jetzt auf eine Desktopsuche (Beagle oder Tracker) zurückgreifen, die Exif-Daten von Bildern auslesen und per SSH auf andere PCs zugreifen. Dazu wurden diverse Konfigurationsprogramme überarbeitet oder zusammengelegt.
Die Version 2.22 wurde am 12. März 2008 veröffentlicht. Neuerungen sind erweiterte Multimediafähigkeiten, verbesserte Netzwerkdateisysteme (GVFS ersetzt GnomeVFS), eingebaute Desktopeffekte (Fenster-Compositing) und zahlreiche andere kleine Verbesserungen. Als neue Programme sind Cheese (zum Aufnehmen und Bearbeiten von Fotos und Videos) und ein Betrachter für entfernte Desktops mit dabei.
Die Version 2.24 wurde am 25. September 2008 veröffentlicht. Sie enthält den Chat-Client Empathy und Verbesserungen des Dateimanagers, der jetzt unter anderem auch Reiter und eine kompakte Listenansicht unterstützt. Neu ist außerdem die Unterstützung von Klangthemen.
Die Version 2.26 wurde am 18. März 2009 veröffentlicht.
Die Version 2.28 wurde am 23. September 2009 veröffentlicht.
Die Version 2.30 wurde am 31. März 2010 fertiggestellt.
Mit Gnome 2.32 wurde am 29. September 2010 die letzte Version der 2.x Reihe veröffentlicht.
Gnome 2 wird nun als MATE Desktop Environment weiter entwickelt.

### Gnome 3.x

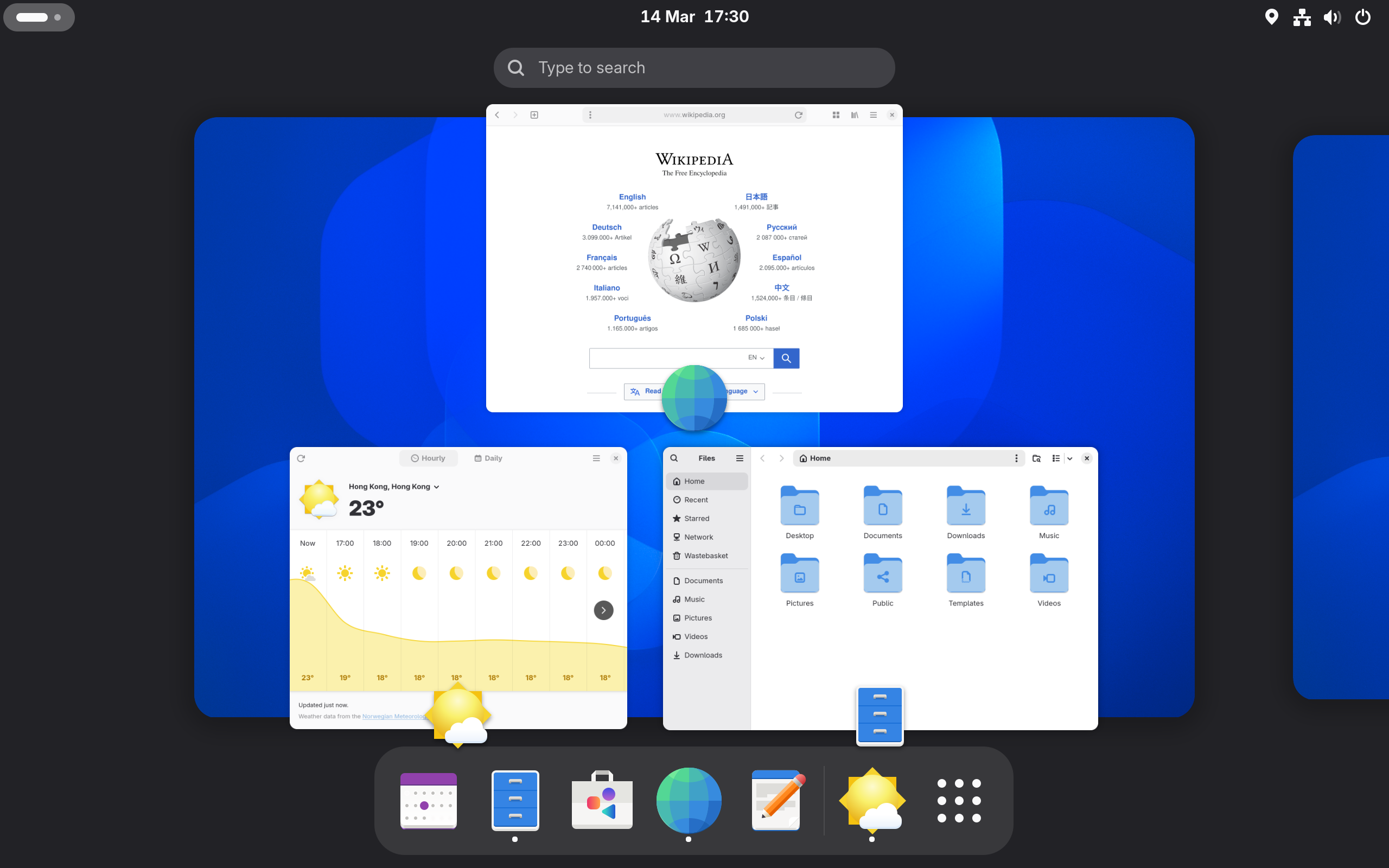
Die Gnome-Fensterübersicht

Nach Kritik am Gnome-Desktop, der Stagnation, der fehlenden Vision des Projekts und der daraus entstandenen Diskussion kündigte das Gnome-Release-Team die Entwicklung von Gnome 3.0 an. Zur Sicherstellung der Stabilität von Gnome sollte die Veröffentlichung der endgültigen Version 3.0 auf September 2010 verschoben werden. Bei der GUADEC in Den Haag wurde jedoch der Releasetermin um weitere 6 Monate auf April 2011 verschoben. Wie ursprünglich geplant, wurde im März 2010 die Version 2.30 veröffentlicht. Im Gegensatz zu KDE Plasma Desktop soll Gnome 3.0 eine inkrementelle Weiterentwicklung und keine große Umwälzung sein. Dennoch wurden wesentliche Einschnitte vollzogen, so dass Teile von Gnome 3.0 nicht mehr abwärtskompatibel zu Gnome 2.x sind. Die primären Neuerungen in Gnome 3.0:
- Gnome Shell wird das Gnome-Panel, den Desktop und den Fenstermanager durch eine aktivitätenbasierte Oberfläche ersetzen. Das vormalige Fensterlisten- und Andock-Konzept wird damit aufgegeben.[20] Der bisherige Fenstermanager Metacity wird durch „Mutter“, einen Metacity-Fork, ersetzt, der ursprünglich im Rahmen von Moblin entwickelt wurde;[21] Gnome Shell wird mit den Programmiersprachen JavaScript und C entwickelt.
- Neue Software-Bibliotheken und Technologien wie Geolokation via GeoClue und libchamplain oder Clutter, einem OpenGL-beschleunigten GUI-Toolkit.
- GTK 3.0 übernimmt viele Funktion von externen Bibliotheken wie libgnome, entfernt alte und wenig benutzte Funktionen und Schnittstellen und stellt neue und verbesserte Funktionen zur Verfügung, beispielsweise Animationen oder CSS-basiertes Theming.[22]
- Stärkere Integration von Technologien wie D-Bus und Avahi, die bessere Zusammenarbeit der Anwendungen untereinander als auch mit anderen offenen Desktop-Umgebungen wie KDE Plasma Workspaces gewährleisten sollen.

Einige der Neuerungen (wie die Gnome Shell) sind optional schon seit Gnome 2.28 erhältlich, allerdings noch nicht mit vollem Funktionsumfang.
Am 6. April 2011 wurde Gnome 3.0 offiziell veröffentlicht, die Version 3.2 wurde am 28. September 2011 veröffentlicht. Letztere ermöglicht eine einfachere Anbindung von Gnome an Onlinedienste, da Konten bei diversen Anbietern mit Hilfe des Programms Gnome Online Accounts zusammengefasst werden.
Am 28. März 2012 wurde die Version 3.4 veröffentlicht, im September die Version 3.6.
Am 27. März 2013 wurde die Version 3.8 veröffentlicht.
Am 25. September 2013 wurde die Version 3.10 veröffentlicht, welche erstmals experimentelle Unterstützung für Wayland bietet. Daneben wurde die Gnome Shell dahingehend geändert, dass eine Reihe von Menüs zu einem Einzigen zusammengefasst worden sind. Des Weiteren haben sog. „Kopfleisten“ Einzug gefunden, welche die typischen Titelleisten am oberen Rand eines Fensters mit den Werkzeugleisten des jeweiligen Programms verbindet, um so der eigentlichen Anwendung mehr Platz bieten zu können. Ferner wurden einige neue Anwendungen vorgestellt, z. B. Karten, Fotos und Notizen. Viele bereits vorhandene Anwendungen wurden aktualisiert und verbessert. Komplett überarbeitet wurde das sog. „Optimierungs-Werkzeug“, um es benutzerfreundlicher zu machen. Das erste Mal lässt sich auch, seit Gnome 3.0, wieder ein separates Hintergrundbild für den Sperr-Bildschirm einrichten.
Am 26. März 2014 wurde die Version 3.12 veröffentlicht.
Der Assistent zur Ersteinrichtung wurde benutzerfreundlicher und bietet nun eine größere Karte zum Auswählen der Zeitzone. Weiterhin werden die Sprache und Region nun getrennt eingestellt und es kann ein Avatar für das Benutzerkonto ergänzt werden.
Die Software-Anwendung wurde überarbeitet und läuft nach den Gnome-Entwicklern nun flüssiger. Hinzugefügt wurde die Möglichkeit Softwarequellen zu überarbeiten und die Programmeinträge um Bildschirmfotos und Bewertungen ergänzt.
Die Video-Anwendung wurde überarbeitet und neben lokalen Dateien können auch Online-Dienste wie The Guardian und Blip.tv durchsucht werden.
Der Texteditor gedit bekam ein neues kompakteres Aussehen und die Einstellungsmenüs wurden überarbeitet.
Die Oberfläche wurde in weiten Teilen um Funktionen ergänzt, so werden nun drahtgebundene Netzwerke in der Systemstatusanzeige angezeigt, Dialoge sind in der Aktivitätenübersicht verfügbar. Mit Anwendungsordnern können Anwendungen gruppiert werden, um jene leichter zu finden.
Die mit Version 3.10 eingeführte Unterstützung von hochauflösenden Monitoren wurde in dieser Version weiter ausgebaut.
Die Reiter bekamen ein neues Aussehen, welches aus Sicht der Gnome-Entwickler an vielen Stellen harmonischer als das alte Design ist. Als Beispiele nennen die Entwickler verschiedene Hintergründe der Reiter und eine bessere Ausnutzung des verfügbaren Platzes.
Neu hinzugekommen ist mit Gnome 3.12 das Element „Einblenddialoge“. Dies sind überblendende Menüs, welche verschiedene Konfigurationsmöglichkeiten einer Anwendung bieten.
Die Integration von Cloud-Diensten in Gnome ist weiter fortgeschritten, sodass Unterstützung für Google Cloud Print und Google Drive ergänzt wurden. Das Programm Photos erhielt Facebook-Integration und in den Einstellungen können für das Hintergrundbild auch eigene Flickr-Konten durchsucht werden.
Die Bluetooth-Einstellungen wurden überarbeitet, sodass verfügbare Geräte automatisch erkannt werden.
Weiterhin bauten die Gnome-Entwickler die in Version 3.10 experimentelle Wayland-Unterstützung weiter aus.
Am 24. September 2014 erschien die Gnome-Version 3.14 mit Unterstützung für Multi-Touch-Gesten. Die Wetter-App und der Dokumentenbetrachter Evince erhielten ein neues Design.
Am 25. März 2015 wurde Gnome 3.16 freigegeben, welche ein neues Benachrichtigungssystem enthält. Die Benachrichtigungs-Popups sind geblieben, jedoch werden alte Benachrichtigungen nun zusammen mit dem Kalender angezeigt. Der Kalender zeigt nun die Weltzeit an und Event-Erinnerungen. In zukünftigen Versionen sollen Wetterinformationen und Geburtstagserinnerungen erscheinen.
Der Dateimanager Nautilus zeigt Vorschaubilder nun größer an und wurde um einen Einblenddialog ergänzt. Nach Angaben der Entwickler ist die Oberfläche durch besser lesbare Zeilen deutlich ansprechender als vorher. Weiterhin können Dateien nun mit Entf statt Strg+Entf  gelöscht werden.
Mit der neuen Gnome-Version wurde die Oberfläche erneuert. Der Anmeldebildschirm, die Aktivitätenübersicht, die Systemmenus etc. erhielten ein neues zu Gnome 3.16 aus Sicht der Entwickler passendes Design.
Der Bildbetrachter erhielt neben einer überarbeiteten GUI ein Steuerelement um Bilder zu vergrößern bzw. zu verkleinern.
Mit der neuen Version sind die Programme Kalender, ein Kalender der mit den Online-Konten verknüpft werden kann, die Zeichentabelle Zeichen und der E-Book-Reader Bücher hinzugekommen. Letzterer unterstützt bisher nur Comics.
Das Frontend der Paketverwaltung ermöglicht neben der Installation von Programmen nun auch die von Codecs.
Zur Erleichterung Software mit grafischen Oberflächen für Linux zu erstellen, wurde die integrierte Entwicklungsumgebung Builder implementiert.
Die Wayland-Unterstützung wurde ausgebaut, sodass der Login-Bildschirm nun Wayland unterstützt.
Am 23. September 2015 erschien die Gnome-Version 3.18. Mit dieser wurde die Möglichkeit geschaffen, Google Drive in den Dateimanager zu integrieren. Generell erhielt der Dateimanager viele Überarbeitungen. So zeigt Nautilus nun den Fortschritt und weitere Informationen beim Kopieren an. Wenn ein Lichtsensor vorhanden ist, ermöglicht es Gnome 3.18 die Bildschirmhelligkeit automatisch der Umgebung anzupassen. Hinzu kam eine Anwendung zur Aktualisierung der Firmware der verfügbaren Hardware. Mit der Versionsaktualisierung können Gesten auch mit Tastfeldern genutzt werden. Dieses mit Gnome 3.14 eingeführte Feature war vorher nur mit berührungsempfindlichen Displays möglich. Der Dokumentenbetrachter Evince ermöglicht fortan das Abspielen integrierter Multimediainhalte in PDF-Dokumenten sowie eine bessere Kommentarfunktion. Weitere Verbesserungen erhielten unter anderem der IRC-Client Polari und die Virtualisierungssoftware Boxes.
Am 23. März 2016 wurde Gnome in der Version 3.20 veröffentlicht. Mit dieser Version wird die Unterstützung des Displayservers Wayland als für die tägliche Nutzung ausreichend entwickelt betrachtet. Jedoch werden noch nicht alle Funktionen wie Wacom-Grafiktablets unterstützt. Die Softwareverwaltung ermöglicht dem Nutzer, von nun an nicht nur die installierte Software, sondern auch das gesamte Betriebssystem zu aktualisieren. Zusätzlich ermöglicht die Anwendung dem Benutzer, die Software zu bewerten. Das Programm Fotos ermöglicht nun die teilweise Bearbeitung von Bildern, wie z. B. der Farbe oder die Anwendung einiger künstlerischen Filter. Die Originaldatei bleibt jedoch dabei unverändert. Der Benachrichtigungsbereich ermöglicht nun einen Zugriff auf die Mediensteuerung, welche Informationen wie den Titel und Künstler abgespielter Musik anzeigt. Der Dateimanager wurde weiter verbessert, besonderes Augenmerk wurde auf die Suchfunktion gelegt, welche überarbeitete Suchfilter erhielt. Die neu eingeführten Kürzelfenster sollen ein schnelleres Finden von Tastaturkürzeln ermöglichen. In der neuen Version der Applikation Karten kann der Anwender die OpenStreetMap bearbeiten und sie zeigt detaillierte Informationen zu den Orten an. Außerdem können die Karten nun in andere Formate exportiert werden. Eine weitere Überarbeitung erhielt der Ortungsdienst. Dieser kann nun für jede Anwendung einzeln an- und abgeschaltet werden. Wird mit Gnome 3.20 nach W-LAN-Access-Points gesucht, wird die MAC-Adresse des Benutzers verschleiert, um ihn weniger verfolgbar zu machen.
Gnome 3.24 wurde am 22. März 2017 vorgestellt. Mit dieser Version wurde ein Nachtmodus neu eingeführt und in den Einstellungen wird bei Druckern zusätzlich der Tintenstand mitangezeigt. Die Desktopumgebung wurde um die Anwendung „Rezepte“ erweitert. Verbessert wurde u. a. der Benachrichtigungbereich, der Webbrowser, der IRC-Client und die Anwendung „Fotos“. Die Auflösung der Symbole wurde vervierfacht und weitere Anwendungen laut Entwicklern verbessert.
Das unter dem Codenamen „Chongqing“ veröffentlichte Gnome 3.28 wurde am 14. März 2018 veröffentlicht. Neben neuen Applikationen wie Auslastung (einem Diagnosetool zur Behebung von Leistungs- und Kapazitätsproblemen), wurde die Geräteunterstützung insbesondere Thunderbold 3 verbessert. Daneben wurden vor allem ästhetischen Verbesserungen wie die Verbesserung der Standardschriftart Cantarell durchgeführt.
Mit der am 5. September 2018 veröffentlichten Version 3.30 mit dem Codenamen „Almería“ können Flatpak-Pakete über die Softwareverwaltung aktualisiert werden und die Gnome-Anwendung „Boxen“ unterstützt nun das Verbinden mit einem Server per Remote Desktop Protocol. Die Anwendung „Laufwerke“ kann nun automatisch mit VeraCrypt verschlüsselte Laufwerke einhängen und die Geschwindigkeit der Desktop-Umgebung im Allgemeinen soll gesteigert worden sein. Weiterhin baut GNOME 3.30 auf GTK 3.24 und die Designrichtlinien für Anwendungen wurden überarbeitet.

### Gnome 40 und höher
Neben einem neuen Versionierungsschema wurde auch ein fixer sechsmonatiger Releasezyklus für neue Gnome-Versionen eingeführt. Mit dieser schnelleren Veröffentlichungsfrequenz wurden die Hauptversionen etwas schlanker, da größere Pakete nicht so häufig vollständig neu geschrieben wurden wie bei den Sprüngen zwischen den Gnome-Versionen 1.0, 2.0 und 3.0.

#### Gnome 40
Gnome 40 erschien am 24. März 2021 und organisiert die Aktivitätenübersicht horizontal, anstatt wie seine Vorgänger ein vertikales Design zu verwenden. Das Panel mit den favorisierten Programmen ist von der linken Seite auf den unteren Bildschirmrand verlegt worden. Die Veröffentlichung bringt auch neue Touchpad-Gesten mit und im Hintergrund wurde GTK4 eingeführt (nur für die Shell in dieser Version).

#### Gnome 41
Gnome 41 wurde am 22. September 2021 veröffentlicht und führte einen neu geschriebenen und neu gestalteten GNOME-Software-Anwendungsmanager, ein Multitasking-Panel und ein Mobilnetzwerk-Panel (für WWAN) in den Einstellungen, eine neue Remote-Desktop-App namens Connections, Aktualisierungen der Gnome-Musik-App und Verbesserungen der Energiemoduseinstellungen. Diverse Performance-Verbesserungen wurden vorgenommen, unter anderem im Fenstermanager Mutter.

#### Gnome 42
Gnome 42 wurde am 23. März 2022 veröffentlicht und führte eine neue Option zur Bildschirmaufnahmen & Fotos und zum Wechseln von Hell-/Dunkel-Design mithilfe einer neuen GTK-API namens Libadwaita ein, sowie ein systemweiter Dark-Mode. Es wurden einige Standard-Apps wie Texteditor anstelle von Gedit und Console anstelle von Terminal/Tilix geändert. Etwa die Hälfte der mitgelieferten Programme wurde auf GTK4 portiert.

#### Gnome 43 (Guadalajara)
Gnome 43 wurde am 21. September 2022 veröffentlicht und führte neben vielen anderen Änderungen ein neues und flexibleres Schnelleinstellungsmenü, ein umfassendes Gnome-Files Update und Umbau auf GTK4 und ein neues Bedienfeld „Gerätesicherheit“ in den Einstellungen ein. Gnome Web wurde aktualisiert und bietet Unterstützung für Web-Apps sowie experimentelle Unterstützung für Firefox- und Chrome-Erweiterungen. Performanceverbesserungen, besserer Multi-Monitor-Support und verbessertes Farbmanagement, sowie Aktualisierung von GTK4 und erweitertes Libadwaita gab es ebenso.

#### Gnome 44 (Kuala Lumpur)
Gnome 44 wurde am 22. März 2023 veröffentlicht. Benannt nach Kuala Lumpur in Anerkennung der von der Gnome-Asia-Community geleisteten Arbeit führte Gnome 44 eine neue Rasteransicht zur Dateiauswahl, aktualisierte Einstellungsfelder und neu gestaltete Einstellungen für die Barrierefreiheit ein. Das in Gnome 43 eingeführte neue Schnelleinstellungsmenü wurde erweitert und kann nun Hintergrundprogramme anzeigen. Neue Einstellungen für Maus, Touchpad, aber auch für die Soundeinstellungen. GNOME Web wurde auf GTK4 portiert und weitere bestehende Apps verbessert.

#### Gnome 45 (Rīga)
Gnome 45 wurde am 20. September 2023 veröffentlicht. Es führte neu gestaltete App-Stile sowie eine neue Aktivitätsschaltfläche ein, die sowohl die bisherige Bezeichnung „Aktivitäten“ als auch das App-Menü durch eine grafische Arbeitsbereichsanzeige ersetzt. Zu den weiteren Aktualisierungen der Systemleiste gehörten eine neue Kameranutzungsanzeige und eine Tastenkombination zum Öffnen und Schließen des Schnelleinstellungsmenüs. GNOME 45 führte außerdem zwei neue Bildbetrachter- und Kamera-Apps sowie zahlreiche Verbesserungen bestehender Apps ein, die Scanner-App wurde auf GTK4 portiert. Weiters gibt es nun Einstellungen für Tastaturbeleuchtungen, neue Tastatur-Kurzbefehle, ein überarbeiteter und schnellerer Dateimanager, bessere Multitasking und neue Touchscreen-Funktionen. Libadwaita wurde um weitere Elemente erweitert. Das Erweiterungssystem (Extensions) wechselt nun auf Javascript-Module, weshalb sämtliche bestehende Erweiterungen angepasst werden müssen. Als Resultat durch Standardisierung via ECMAScript 6 soll zukünftig jedoch mehr Sicherheit und Geschwindigkeit, sowie leichtere Wartbarkeit entstehen und damit das gesamte Erweiterungssystem auf lange Sicht verbessern.

#### Gnome 46 (Kathmandu)
GNOME 46 wurde am 20. März 2024 veröffentlicht. Wichtige Änderungen umfassen eine globale Suchfunktion im Dateimanager, Unterstützung für OneDrive und Remote-Login via RDP, experimentelle variable Bildwiederholraten, ein verbessertes Benachrichtigungslayout mit erweiterten Funktionen, überarbeitete Einstellungen mit neuen Touchpad-Optionen sowie Aktualisierungen der Kernanwendungen und Performance-Verbesserungen. Dank des Sovereign Tech Fund wurden umfangreiche Modernisierungen und Leistungssteigerungen des Orca-Bildschirmlesers, eine Schlafmodusfunktion, erweiterte Systemstatusberichte und verbesserte Navigationstabellen zur Erhöhung der Barrierefreiheit umgesetzt.

#### Gnome 47 (Denver)
Gnome 47 wurde am 18. September 2024 veröffentlicht. Zu den visuellen Verbesserungen zählen beispielsweise die Unterstützung kleiner Bildschirme,  überarbeitete Dialog- und Dateiauswahlfenster sowie die Möglichkeit, eine Akzentfarbe zu wählen. In der Dateiverwaltung wurden die Navigationsmöglichkeiten verbessert. Das Remote-Login via RDP unterstützt nun auch persistente Sitzungen. Die Funktionalitäten von Online Accounts (IMAP/SMTP, Kerberos, Microsoft 365 und WebDAV) wurden erweitert.

#### Gnome 48 (Bengaluru)
Die Veröffentlichung erfolgte wie angekündigt am 19. März 2025. Benachrichtigungen werden nun nach Herkunft zusammengefasst. Weiters wurden die Leistung verbessert, z. B. in der Darstellung durch Dynamic Triple Buffering. Die JavaScript-Engine verursacht nun eine geringere CPU-Last und verbraucht weniger RAM. Im Dateimanager werden Ordner mit vielen Einträgen effizienter indexiert und zügiger dargestellt. Der mit der letzten Version eingeführte neue Bildbetrachter erhielt weitere Bearbeitungsmethoden. Ganz neu sind auch die Einstellungen zum „digitalen Wohlbefinden“: Hier wird nun die tägliche Bildschirmzeit gemessen, die Benutzer können sich an das Einlegen von Bildschirmpausen erinnern lassen und den Bildschirminhalt bei Überschreitung der Bildschirmzeit nur noch in Graustufen anzeigen lassen. Auch systemweites HDR (High Dynamic Range) wird in dieser Gnome-Version erstmals unterstützt. Des Weiteren wurde die Systemschriftart Cantarell durch die eigens entwickelte Adwaita Sans ersetzt. Unter anderem nutzen Fedora 42 Workstation und Ubuntu 25.04 Gnome 48, außerdem wird Gnome 48 in Debian 13 in die Paketquellen kommen.

## Architektur
Der Gnome-Desktop basiert auf verschiedenen Programmbibliotheken und Modulen, davon einige freedesktop.org-Projekte. Eine Auswahl wichtiger Komponenten, die als Grundlage für die Anwendungen des Gnome-Projekts dienen, und damit die sogenannte Gnome-Plattform bilden, ist hier aufgeführt:
| Name                  | Beschreibung |
| --------------------- | --- |
| GLib, GObject         | Softwarebibliotheken für Basisfunktionalität und Objektsystem. Die meisten anderen in Gnome verwendeten Softwarebibliotheken bauen darauf auf. |
| GIO                   | Softwarebibliothek, unter anderem für asynchrone Ein- und Ausgabe von Daten, Netzwerkfunktionalität, aber auch das Speichern von Anwendungseinstellungen. Sie verwendet im Hintergrund die netzwerktransparente, virtuelle Dateisystemschicht GVFS und das Konfigurationssystem dconf.                          |
| D-Bus                 | System für die Kommunikation zwischen Programmen und Diensten untereinander. Da dies Desktopumgebungs-übergreifend eingesetzt wird, kann beispielsweise auch mit KDE-Programmen kommuniziert werden. |
| GTK                   | Sammlung von Elementen für grafische Benutzerschnittstellen (GUI-Toolkit). Die Elemente werden mit der Vektorgrafik-Bibliothek Cairo gezeichnet, das Layout von internationalisiertem Text und Schrift übernimmt hier Pango. Als Schnittstelle zur Barrierefreiheit wird ATK (Accessibility-Toolkit) verwendet. |
| WebKitGTK+            | Darstellung von Webinhalten, wie etwa im Gnome-Webbrowser Gnome Web, aber auch von Offline-Inhalten, wie im Hilfesystem. |
| Clutter               | Eine auf OpenGL basierende Softwarebibliothek für das Organisieren und Animieren von grafischen Elementen in einem 3D-Szenengraphen. Die Oberfläche von Gnome 3, die sogenannte Gnome Shell, macht starken Gebrauch von Clutter, ebenso einige weitere Gnome-Anwendungen.                                       |
| GStreamer             | Modulares Multimediasubsystem für Audio und Video. Darauf aufbauend existiert die einfachere Softwarebibliothek Canberra, mit der Systemklänge ausgegeben werden. Audioausgaben werden von GStreamer an die netzwerktransparente Sound-Middleware PulseAudio weitergegeben.                                     |
| Tracker               | Semantischer Datenspeicher, Datei-Indexer und Desktopsuche. Tracker wurde in Gnome 2.30 als Modul aufgenommen. |
| Telepathy             | Software-Framework für Kommunikation zwischen Personen, beispielsweise über Instant-Messaging oder IP-Telefonie. |
| Evolution Data Server | Framework für Personal Information Management. |
| Gnome Keyring         | Sicherheitssystem zum Verwalten von kryptografischen Schlüsseln und Passwörtern. |
| Mutter                | Compositing-Fenstermanager von Gnome, der mit Gnome 3 den Fenstermanager Metacity abgelöst hat. Das Projekt ist, wie auch sein Name, eine Kombination aus Metacity und Clutter. |

Weitere Projekte, die in der Gnome-Plattform zum Einsatz kommen, sind beispielsweise libxml2 für XML-Verarbeitung, Soup für HTTP-Kommunikation, Poppler zur PDF-Darstellung, Rygel als DLNA/UPnP-Medienserver und udev für die Kommunikation mit der Hardware.
Veraltete Komponenten, die bereits ausgemustert wurden oder in Vorbereitung auf Gnome 3.0 ausgemustert werden, sind Bonobo, ORBit, GConf, HAL, libgnome, libglade, GtkHTML, GnomeVFS, ESD.
Verschiedene Sprachbindungen erlauben es, Applikationen für Gnome in einer Vielzahl von Programmiersprachen zu schreiben. Die Benutzung von GTK+ als Toolkit ermöglicht es, das Aussehen der Icons, Fenster und Komponenten mit Hilfe von Themen individuell anzupassen.

## Gnome Foundation
Die Gnome Foundation arbeitet für das Ziel, von Gnome einen kompletten Desktop bestehend aus Freier Software bereitzustellen. Dazu legt sie fest, welche Projekte offizieller Teil von Gnome sind. Die Foundation ist das offizielle Sprachrohr von Gnome. Sie produziert auch Dokumentationen oder Lehrmaterial für die Öffentlichkeit. Außerdem veranstaltet sie Gnome-bezogene Konferenzen wie die GUADEC (Gnome Users and Developers European Conference) oder den Boston Summit, hilft beim Erstellen technischer Standards und fördert die Benutzung und Weiterentwicklung von Gnome.

## Unterstützende Unternehmen und Organisationen
Spätestens ab der Version 2.0 sind mehrere große Unternehmen und Organisationen in der Weiterentwicklung des Gnome-Desktops involviert. Die Unterstützung reicht von Hardwarespenden über das Beschäftigen der Hauptentwickler und das Herstellen freier Applikationen bis zur Vorgabe einer Entwicklungsstrategie. Nachfolgend sind einige dieser Organisationen aufgeführt:
- Canonical, Hauptunterstützer von Ubuntu
- Debian
- Free Software Foundation
- Google Inc.
- Hewlett-Packard
- IBM
- Intel
- Motorola
- Nokia hat mit der Nokia-Internet-Tablet-Serie mobile Handhelds herausgebracht, deren Desktop Hildon auf Gnome basiert
- Novell als Hauptunterstützer von openSUSE und mit den Projekten Mono und Evolution
- Red Hat mittels der Advanced Development Labs und als Hauptunterstützer von Fedora
- Sun bietet den Sun Java Desktop an, welcher ein Gnome-Desktop mit Java-Erweiterungen ist

## Kritik
Die Bemühungen, alles einfach und übersichtlich zu halten, werden zum Teil als zu weitgehend kritisiert und beklagt, dass teils sogar sinnvolle Funktionalität im Sauberkeitswahn wieder entfernt wird. So warf Linus Torvalds Gnome-Entwicklern vor, den Benutzer zum Idioten zu stempeln und bezeichnete Gnome-Entwickler als „Interface-Nazis“ (orig. engl.: „interface nazis“) und rief wiederholt zur Benutzung der alternativen Desktop-Umgebung K Desktop Environment auf.
Diesen Kritikpunkten wird entgegengesetzt, dass es versierten Benutzern durchaus möglich ist, mit externen Erweiterungen wie Devil’s Pie oder dem GConf-Editor auch Einstellungen über die Standardmöglichkeiten von Gnome hinaus zu setzen. Zudem nutzte Torvalds vorübergehend selbst Gnome, da er KDE Plasma Desktop 4.0, welches bei ihm unter Fedora per Aktualisierung eingespielt wurde, als Desaster empfand. KDE 4.0 und 4.1 waren jedoch ausdrücklich nicht für Endnutzer gedacht, die entsprechende Freigabe erfolgte erst mit KDE 4.2.
2011 löste in der Ubuntu-Version 11.04 Unity die Gnome Shell als Standardoberfläche ab. Zu den Gründen gehörten Unstimmigkeiten zwischen Gnome und Canonical-Entwicklern. Gnome hatte mehrere Entwicklungen von Canonical für das Gnome-Projekt abgelehnt, worauf Canonical beschloss, Gnome 3 nicht zu unterstützen und Gnome 2 nur als Ausweichoption anzubieten.
Im Frühjahr 2017 wurde bei Canonical eine Rückkehr zu Gnome als Standard-Desktop angekündigt. Zunächst war diese für die Version 18.04 vorgesehen, wurde dann aber auf 17.10 vorgezogen.

### Gnome 3
Besonders die neue Version Gnome 3 wurde vielfach kritisiert, da sie unter anderem das bereits erwähnte „Idiotenkonzept“ weiterführe und völlig vom Unix-Konzept abweiche, Dinge einfach und geradlinig zu halten. Konkret kritisiert zum Beispiel Linus Torvalds:

„Here's an example of ‘the crazy’: you want a new terminal window. So you go to ‘activities’ and press the ‘terminal’ thing that you've made part of your normal desktop thing (but why can't I just have it on the desktop, instead of in that insane ‘activities’ mode?). What happens? Nothing. It brings your existing terminal to the forefront.“

„Ein Beispiel dieses Irrsinns: Man will ein neues Terminal-Fenster. Also geht man zu 'Aktivitäten' und drückt auf das 'Terminal'-Teil, das man zu seinem Desktop-Ding hinzugefügt hat (warum kann man es eigentlich nicht gleich auf den Desktop setzen, statt in diesen unsinnigen 'Aktivitäten'-Modus?). Was geschieht? Nichts. Es holt das bereits bestehende Terminal-Fenster wieder in den Vordergrund.“

Diese Kritik beruht darauf, dass Gnome 3 ein völlig anderes, bisher ungewohntes Bedienkonzept einführt. Es wird argumentiert, dass Neulinge damit vielleicht besser zurechtkämen, erfahrene Nutzer jedoch nicht effizient damit arbeiten könnten. Weiter sind einige Gnome-Entwickler der Meinung, dass man von den Gewohnheiten der „Geeks“ abweichen müsse, wenn man den Linux-Desktop zum Erfolg führen wolle. In einem späteren Kommentar schrieb Torvalds jedoch, dass er andere Desktop-Umgebungen, die er ausprobiert habe, wie etwa Unity, KDE Plasma Workspaces und Xfce, noch schlechter als Gnome 3 finde.
In der Version 3.2 von Gnome sind einige der am häufigsten kritisierten Dinge verbessert oder entfernt worden.
Mögliche Alternativen mit einem zu Gnome 2 vergleichbaren Bedienkonzept sind die Desktop-Oberflächen Xfce und MATE. Beide basieren wie Gnome 2 auf GTK 2; bei MATE handelt es sich zudem um einen Fork von Gnome 2 und somit um eine direkte Weiterentwicklung dieser Gnome-Version unter einem anderen Namen. Des Weiteren versucht das Projekt Cinnamon, die von Gnome 2 gewohnte Bedienung mit Neuerungen aus der Nachfolgeversion Gnome 3 zu verknüpfen. Debian, Ubuntu, openSUSE, Arch Linux sowie Fedora haben Cinnamon in ihre Paketquellen aufgenommen.
Als Reaktion auf die Kritik wurde in der Version 3.8 von Gnome der „Classic Mode“ erweitert, dessen Bedienkonzept sich an das von Gnome 2 anlehnt.

## Galerie

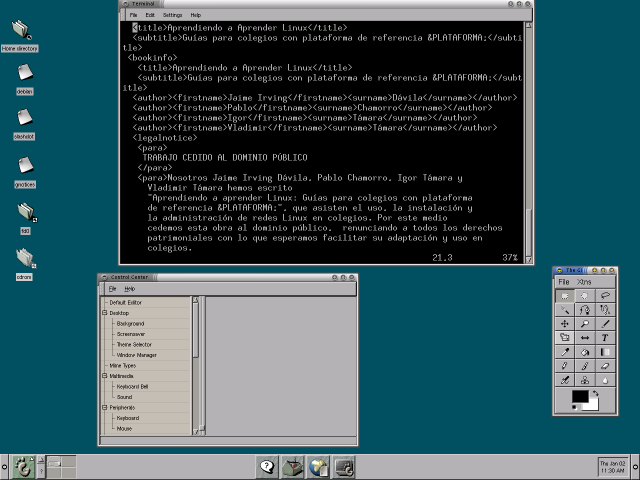
Gnome 1
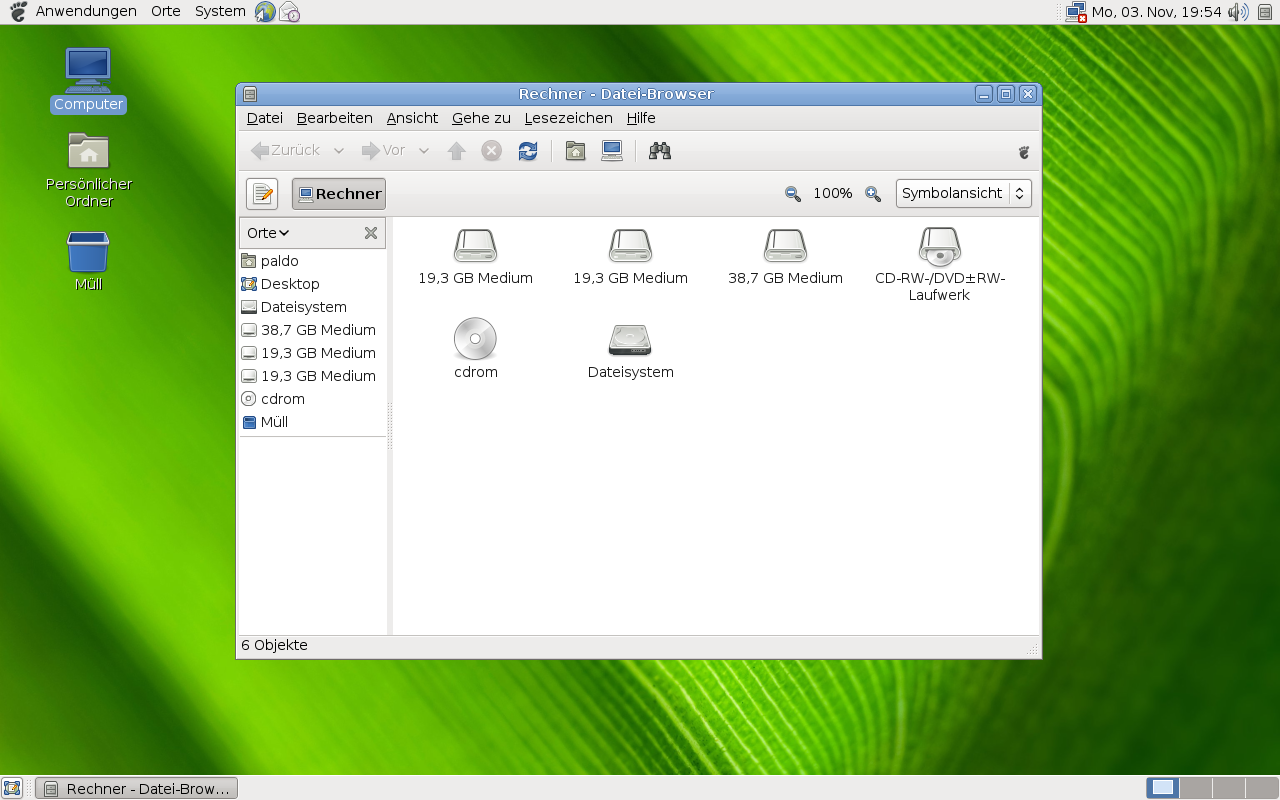
Gnome 2.22
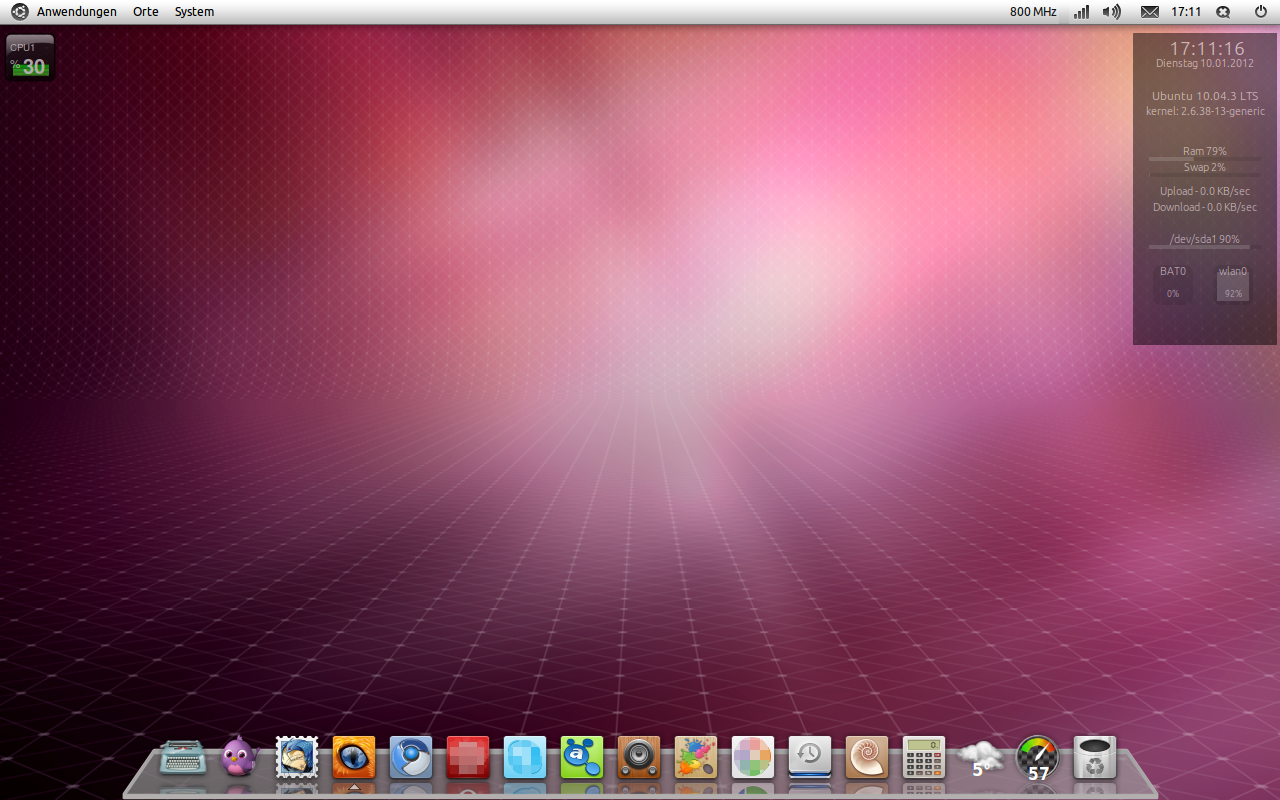
Gnome 2.30 mit Avant Window Navigator
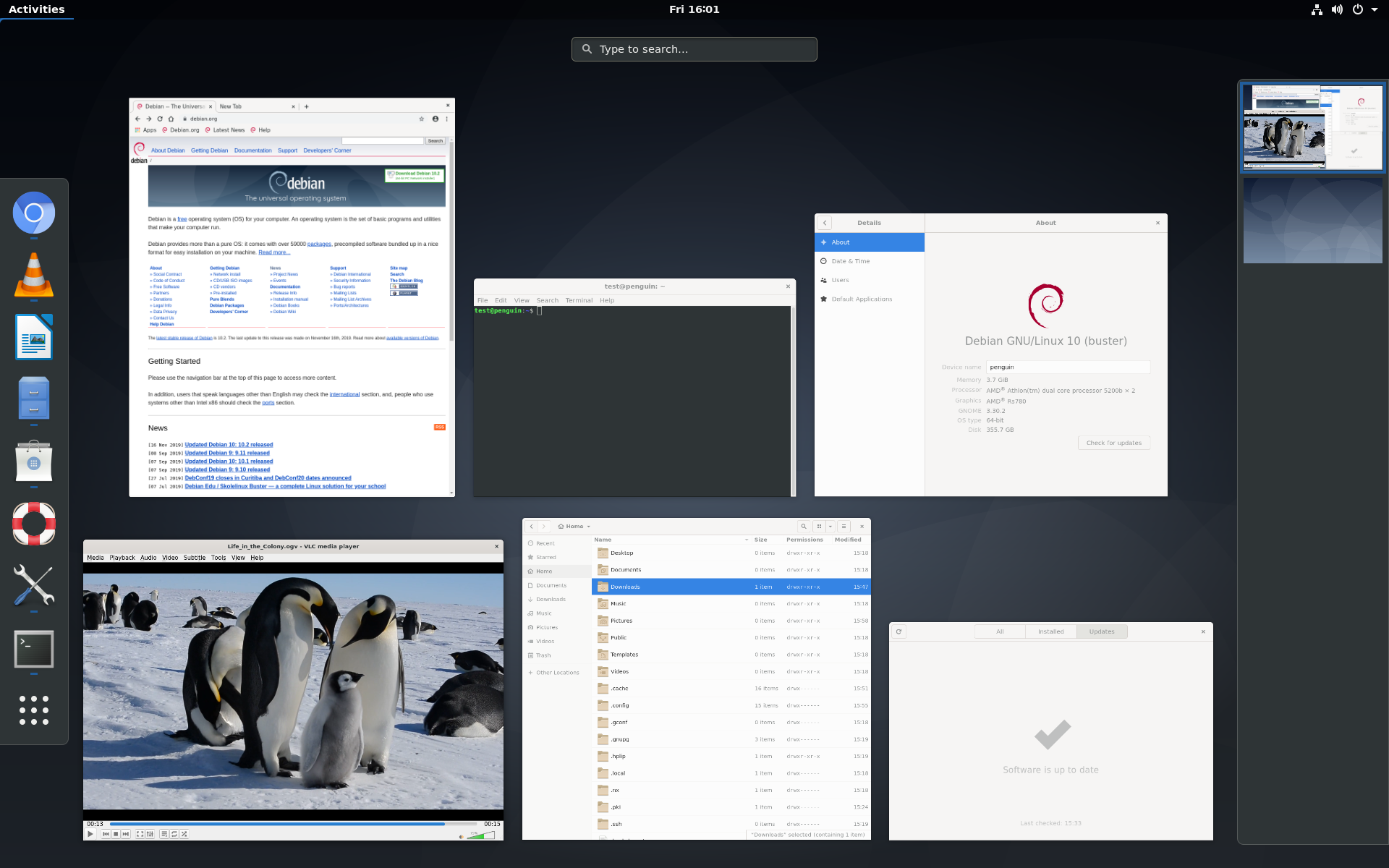
Debian 10 mit Gnome
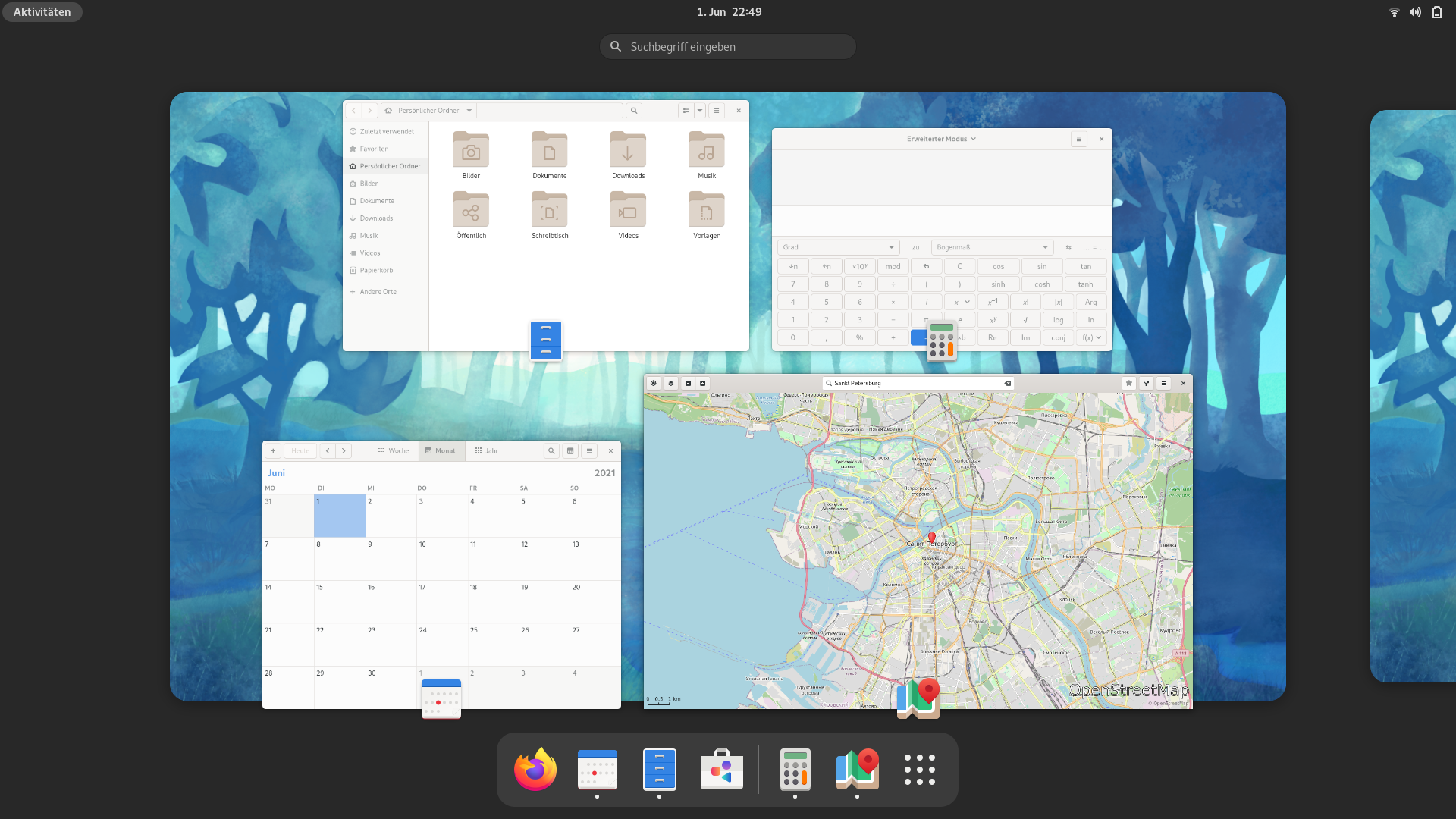
Gnome 40
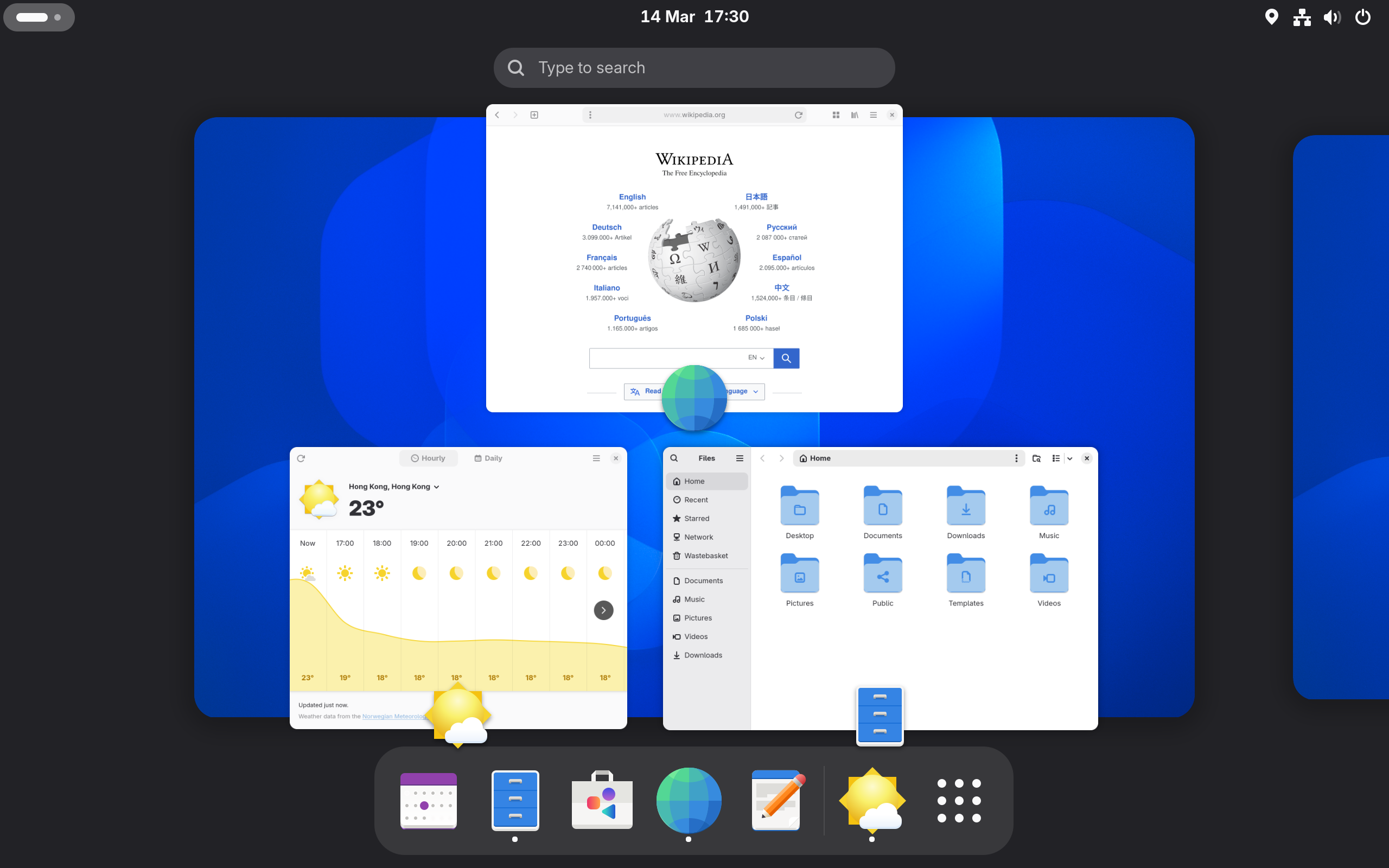
Gnome 45